# Seznam predsednikov Nemčije
V Nemčiji je od razpada nemškega cesarstva leta 1918 obstajalo več predsedniških uradov.
Weimarska ustava iz avgusta 1919 je ustanovila urad predsednika rajha (nemško Reichspräsident ). Po smrti Paula von Hindenburga avgusta 1934 je položaj ostal prazen, Adolf Hitler pa je postal vodja države kot Führer und Reichskanzler (retroaktivno potrjeno z referendumom). Aprila–maja 1945 je Karl Dönitz po Hitlerjevem samomoru (v skladu s Hitlerjevo zadnjo voljo in testamentom) za kratek čas postal predsednik.
S temeljnim zakonom Zvezne republike Nemčije iz maja 1949 je bil ustanovljen urad Zveznega predsednika Zvezne republike Nemčije (nemško Bundespräsident der Bundesrepublik Deutschland ). Od ponovne združitve Nemčije leta 1990 je predsednik vodja celotne Nemčije.
Z vzhodnonemško ustavo iz oktobra 1949 je bil ustanovljen urad predsednika Nemške demokratične republike (nemško Präsident der Deutschen Demokratischen Republik ). Po smrti Wilhelma Piecka leta 1960 je položaj predsednika zamenjal kolektivni vodja države, Staatsrat ("državni svet"). Po ukinitvi Staatsrata 5. aprila 1990 je bil vodja države predsednik Volkskammerja ("Ljudska zbornica"), dokler se Vzhodna Nemčija 3. oktobra 1990 ni pridružila Zvezni republiki.

## Nemški rajh(1871–1945)

### Weimarska republika(1919–1933)
† označuje osebe, ki so umrle na položaju.
| Portret             | Reichspräsident                                      | Začetek mandata  | Konec mandata      | Trajanje      | Stranka | Stranka   | Volitve   |
| ------------------- | ---------------------------------------------------- | ---------------- | ------------------ | ------------- | ------- | --------- | --------- |
| Friedrich Ebert     | Friedrich Ebert (1871–1925)                          | 11. februar 1919 | 28. februar 1925 † | 6 let, 17 dni |         | SPD       | 1919      |
| Hans Luther         | Hans Luther (1879–1962) vršilec dolžnosti            | 28. februar 1925 | 12. marec 1925     | 0 let, 12 dni |         | Neodvisni | –         |
| Walter Simons       | Walter Simons (1861–1937) vršilec dolžnosti          | 12. marec 1925   | 12. maj 1925       | 0 let, 61 dni |         | Neodvisni | –         |
| Paul von Hindenburg | Generalfeldmarschall Paul von Hindenburg (1847–1934) | 12 May 1925      | 2. avgust 1934 †   | 9 let, 82 dni |         | Neodvisni | 1925 1932 |

#### Nacistična Nemčija(1933–1945)
† označuje osebe, ki so umrle na položaju
| Portret             | Reichspräsident                                      | Začetek mandata | Konec mandata    | Trajanje        | Stranka | Stranka   | Volitve   |
| ------------------- | ---------------------------------------------------- | --------------- | ---------------- | --------------- | ------- | --------- | --------- |
| Paul von Hindenburg | Generalfeldmarschall Paul von Hindenburg (1847–1934) | 12. maj 1925    | 2. avgust 1934 † | 9 let, 82 dni   |         | Neodvisni | 1925 1932 |
| Adolf Hitler        | Adolf Hitler (1889–1945) Führer und Reichskanzler    | 2. avgust 1934  | 30. april 1945 † | 10 let, 271 dni |         | NSDAP     | –         |
| Karl Dönitz         | Großadmiral Karl Dönitz (1891–1980)                  | 30. april 1945  | 23. maj 1945     | 0 let, 23 dni   |         | NSDAP     | –         |

## Nemška demokratična republika (Vzhodna Nemčija)(1949–1990)
† označuje osebe, ki so umrle na položaju.
| Portret                                                | Ime                                               | Začetek mandata                             | Konec mandata                               | Trajanje                                    | Stranka                                     | Stranka                                     |
| Predsednik republike Präsident der Republik            | Predsednik republike Präsident der Republik       | Predsednik republike Präsident der Republik | Predsednik republike Präsident der Republik | Predsednik republike Präsident der Republik | Predsednik republike Präsident der Republik | Predsednik republike Präsident der Republik |
| ------------------------------------------------------ | ------------------------------------------------- | ------------------------------------------- | ------------------------------------------- | ------------------------------------------- | ------------------------------------------- | ------------------------------------------- |
| Wilhelm Pieck                                          | Wilhelm Pieck (1876–1960)                         | 11. oktober 1949                            | 7. september 1960 †                         | 10 let, 332 dni                             |                                             | SED                                         |
| Johannes Dieckmann                                     | Johannes Dieckmann (1893–1969) vršilec dolžnosti  | 7. september 1960                           | 12. september 1960                          | 0 let, 5 dni                                |                                             | LDPD                                        |
| Predsednik Državnega sveta Vorsitzender des Staatsrats |                                                   |                                             |                                             |                                             |                                             |                                             |
| Walter Ulbricht                                        | Walter Ulbricht (1893–1973)                       | 12. september 1960                          | 1. avgust 1973 †                            | 12 let, 323 dni                             |                                             | SED                                         |
| Friedrich Ebert ml.                                    | Friedrich Ebert ml. (1894–1979) vršilec dolžnosti | 1. avgust 1973                              | 3. oktober 1973                             | 0 let, 63 dni                               |                                             | SED                                         |
| Willi Stoph                                            | Willi Stoph (1914–1999)                           | 3. oktober 1973                             | 29. oktober 1976                            | 3 leta, 26 dni                              |                                             | SED                                         |
| Erich Honecker                                         | Erich Honecker (1912–1994)                        | 29. oktober 1976                            | 18. oktober 1989 (odstopil)                 | 12 let, 354 dni                             |                                             | SED                                         |
| Egon Krenz                                             | Egon Krenz (roj. 1937)                            | 18. oktober 1989                            | 6. december 1989 (odstopil)                 | 0 let, 49 dni                               |                                             | SED                                         |
| Manfred Gerlach                                        | Manfred Gerlach (1928–2011)                       | 6. december 1989                            | 5 April 1990 (ukinitev položaja)            | 0 let, 120 dni                              |                                             | LDPD                                        |
| Predsednica Ljudske zbornice Präsident der Volkskammer |                                                   |                                             |                                             |                                             |                                             |                                             |
| Sabine Bergmann-Pohl                                   | Sabine Bergmann-Pohl (roj. 1946)                  | 5. april 1990                               | 2. oktober 1990 (ukinitev položaja)         | 0 let, 180 dni                              |                                             | CDU                                         |

## Zvezna republika Nemčija (1949–danes)
† označuje osebe, ki so umrle na položaju.
| Portret                 | Bundespräsident                              | Začetek mandata    | Konec mandata               | Trajanje           | Stranka | Stranka   | Volitve   |
| ----------------------- | -------------------------------------------- | ------------------ | --------------------------- | ------------------ | ------- | --------- | --------- |
| Theodor Heuss           | Theodor Heuss (1884–1963)                    | 12. september 1949 | 12. september 1959          | 10 let, 0 dni      |         | FDP       | 1949 1954 |
| Heinrich Lübke          | Heinrich Lübke (1894–1972)                   | 13. september 1959 | 30. junij 1969 (resigned)   | 9 let, 290 dni     |         | CDU       | 1959 1964 |
| Gustav Heinemann        | Gustav Heinemann (1899–1976)                 | 1. julij 1969      | 30. junij 1974              | 4 leta, 364 dni    |         | SPD       | 1969      |
| Walter Scheel           | Walter Scheel (1919–2016)                    | 1. julij 1974      | 30. junij 1979              | 4 leta, 364 dni    |         | FDP       | 1974      |
| Karl Carstens           | Karl Carstens (1914–1992)                    | 1. julij 1979      | 30. junij 1984              | 4 leta, 365 dni    |         | CDU       | 1979      |
| Richard von Weizsäcker  | Richard von Weizsäcker (1920–2015)           | 1. julij 1984      | 30. junij 1994              | 9 let, 364 dni     |         | CDU       | 1984 1989 |
| Roman Herzog            | Roman Herzog (1934–2017)                     | 1. julij 1994      | 30. junij 1999              | 4 leta, 364 dni    |         | CDU       | 1994      |
| Johannes Rau            | Johannes Rau (1931–2006)                     | 1. julij 1999      | 30. junij 2004              | 4 leta, 365 dni    |         | SPD       | 1999      |
| Horst Köhler            | Horst Köhler (1943–2025)                     | 1. julij 2004      | 31 May 2010 (resigned)      | 5 let, 334 dni     |         | CDU       | 2004 2009 |
| Jens Böhrnsen           | Jens Böhrnsen (roj. 1949) vršilec dolžnosti  | 31. maj 2010       | 30. junij 2010              | 0 let, 30 dni      |         | SPD       | –         |
| Christian Wulff         | Christian Wulff (roj. 1959)                  | 30. junij 2010     | 17. februar 2012 (resigned) | 1 leto, 232 dni    |         | CDU       | 2010      |
| Horst Seehofer          | Horst Seehofer (roj. 1949) vršilec dolžnosti | 17. februar 2012   | 18. marec 2012              | 0 let, 30 dni      |         | CSU       | –         |
| Joachim Gauck           | Joachim Gauck (roj. 1940)                    | 18. marec 2012     | 18. marec 2017              | 5 let, 0 dni years |         | Neodvisni | 2012      |
| Frank-Walter Steinmeier | Frank-Walter Steinmeier (roj. 1956)          | 19. marec 2017     | Sedanji                     | 7 let, 358 dni     |         | SPD       | 2017 2022 |

## Časovnica